# كارين فيلار
كارين فيلار (بالفرنسية: Karin Viard)‏ (و. 1966 – م) هي ممثلة من فرنسا . ولدت في روان.

## جوائز
حصلت على جوائز منها:
- فارس وسام الاستحقاق الوطني.

## أعمالها
| سنة  | أعمال                  | نوع   | الدور/الوظيفة |
| ---- | ---------------------- | ----- | ------------- |
| 2017 | الغيورة                | فيلم  | ناتالي بيشو   |
| 2016 | الزائرون: يوم الباستيل | فيلم  | اديلادي       |
| 2015 | عائلات                 | فيلم  | فورنس ديفي    |
| 2015 | لولو                   | فيلم  | آريان         |
| 2014 | عائلة بيلييه           | فيلم  | جيجي بيلييه   |
| 2011 | الشرطة                 | فيلم  | نادين         |
| 2011 | قطعتى من الكعكة        | فيلم  | فرانس         |
| 2009 | النهاية السعيدة        | مسلسل | كلوي          |

## روابط خارجية
- كارين فيلار على موقع IMDb (الإنجليزية)
- كارين فيلار على موقع قاعدة بيانات الأفلام العربية
- كارين فيلار على موقع ألو سيني (الفرنسية)
- كارين فيلار على موقع ميوزك برينز (الإنجليزية)
- كارين فيلار على موقع أول موفي (الإنجليزية)
- كارين فيلار على موقع قاعدة بيانات الأفلام السويدية (السويدية)
- كارين فيلار على موقع ديسكوغز (الإنجليزية)
- كارين فيلار على موقع قاعدة بيانات الفيلم (الإنجليزية)
- كارين فيلار على موقع كينوبويسك (الروسية)